# خلوم-کورووهویتسه
خلوم-کورووهویتسه (به چکی: Chlum-Korouhvice) یک منطقهٔ مسکونی در جمهوری چک است که در ناحیه ژدار ناد سازاووو واقع شده‌است. خلوم-کورووهویتسه ۴٫۰۱ کیلومتر مربع مساحت و ۴۳ نفر جمعیت دارد و ۵۳۳ متر بالاتر از سطح دریا واقع شده‌است.